# Continental Edison
Pour les articles homonymes, voir Continental et Edison.
Continental Edison était une entreprise de construction électronique américaine. Depuis 2011, la marque appartient à la société Cdiscount, filiale du Groupe Casino.

## Histoire
Continental Edison fut fondée par Thomas Edison en 1882.
En 1891, fusion avec Thomson Houston pour fonder le groupe General Electric.
En 1958, Continental Edison passe sous contrôle de la CGE.
Continental Edison devient français en 1971, lorsque General Electric cède à Thomson la majorité de sa participation dans la marque.
En 1997, reprise de la marque par le groupe Cofidur, équipementier français en sous-traitance électronique.
En 1999, politique de diversification de l'activité. Développement de produits multimédia destinés au monde de la télévision, du PC et de l'internet.
En 2000, Continental Edison est troisième au rang des fournisseurs des PC Grand Public français et lance la première télévision numérique.
En décembre 2002, Continental Edison est repris par le groupe Ait Yala K&S.
En 2006, la marque est rachetée par le groupe chinois Xoceco.
Elle est rachetée en 2011 par le groupe Casino, et reste encore aujourd’hui une marque française. Elle est à ce jour distribuée quasiment uniquement par Cdiscount,.